# Baron Rugby

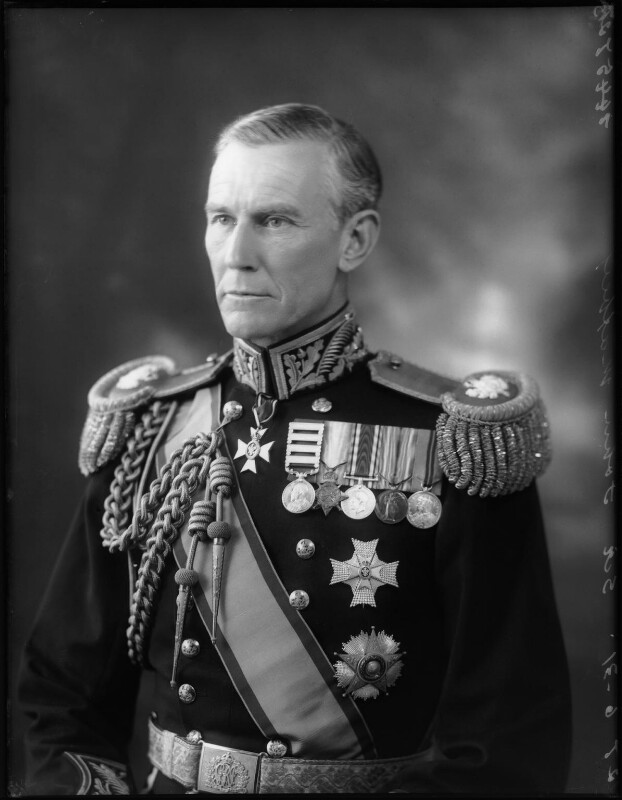
John Maffey, 1. Baron Rugby

Baron Rugby, of Rugby in the County of Warwick, ist ein erblicher britischer Adelstitel in der Peerage of the United Kingdom.
Der Titel wurde am 10. Februar 1947 dem ehemaligen Kolonialbeamten und seit 1939 britischen Botschafter in Irland Sir John Maffey verliehen.
Aktueller Titelinhaber ist seit 1990 dessen Enkel als 3. Baron.

## Liste der Barone Rugby (1947)
- John Maffey, 1. Baron Rugby (1877–1969)
- Alan Maffey, 2. Baron Rugby (1913–1990)
- Robert Maffey, 3. Baron Rugby (* 1951)

Titelerbe (heir apparent) ist der älteste Sohn des aktuellen Titelinhabers, Hon. Timothy James Howard Maffey (* 1975).